# ゴートラ
ゴートラ（gotra、サンスクリット: गोत्र）とは、インドのバラモン（ブラーフマナ）の氏族の総称。伝説的始祖を同一とする血縁集団のこと。ゴートラ名は一般に、その人の家族からさかのぼることができる父系一族のうち最も古い祖先と考えられる聖仙（リシ）の名であるが、祖先から伝わる職業名や居住村名の場合もある。

## 概要
ゴートラ・リシは本来7つの氏族であったというが、後世増加した。たとえば、アトリを祖とするバラモンの家系の場合は、アートレーヤ（アトリの末裔）の氏族名を称する。日々の祭式においては、聖仙の名をとなえ、ひとりの聖仙の子孫は同じ氏族に属すると信じられ、同一氏族における結婚を禁じた。一方、ヒンドゥー社会では同一のジャーティ（カースト）のなかでの婚姻が推奨され、「ジャーティ内婚、ゴートラ外婚」が顕著に指向される。族外婚はアーリア人のインド来住以前の慣習だったと考えられており、当初はゴートラもバラモン（ブラーフマナ）に限定されなかったと推定されるが、祭式にかかわるヴェーダ文献においてゴートラの制度がととのえられ、バラモンに限るものとされた。今日では、ゴートラをもつものはバラモンのジャーティにほぼ限られている。ゴートラ内婚姻は、21世紀においても一部の地方ではしばし名誉の殺人を引き起こしている。